# Якуб Шверчок
Я̀куб Швѐрчок (на полски: Jakub Świerczok, полско произношение [ˈjakub ˈɕfjɛrt͡ʂɔk], фамилията най-близко до „Шфьерчок“) е полски футболист, играещ на позицията централен нападател. От 19 януари 2018 г. е играч на Лудогорец (Разград) .

## Кариера

### Детска и ношеска кариера
Шверчок започва да играе футбол от 10-годишен в местния МОСМ Тихи. През периода 2002 – 2011 г. играе още в МК „Гурник" (Катовице), КС „Краковия", СМС „Краков" и БС „Полония" (Битом).  

### Професионална кариера
През 2011 г. дебютира в БС „Полония" (Битом) като отбелязва 12 гола за 18 мача във второто ниво на полския футбол Лига I. През юни 2012 г. подписва 3 годишен договор с немския „Кайзерслаутерн", но успява да изиграе само 6 мача поради чести контузии. От 2015 до 2017 г. играе в още три полски отбора. На 16 юни 2017 г. подписва със „Заглембе" (Любин), където за един полусезон отбелязва 16 гола в 21 мача.

### „Лудогорец"
Дебютира за „Лудогорец" с два гола в контрола на 29 януари 2018 г. в срещата „Лудогорец"-ФК Балтика (Калининград) 3 – 1 . Дебютира за „Лудогорец" в ППЛ на 27 февруари 2018 г. при победата в Пловдив срещу Ботев (Пловдив) с 3-1 . Отбелязва първият си гол в ППЛ на 18 март 2018 г. в срещата Етър (Велико Търново)-„Лудогорец" 0-6 .
Отбелязва първият си хеттрик на 14 юни 2018 г. в контролната среща „Лудогорец"-ФК Марица (Пловдив) 11-0 . Отбелязва вторият си хеттрик на 26 юни 2018 г. в контролната среща „Лудогорец"-ФК Ахмат 3-1 . Отбелязва третият си хеттрик в рамките на 7 минути на 11 юли 2018 г. в срещата от първия предваритилен кръг на Шампионската лига „Лудогорец"-ФК Крусейдърс 7-0 .

### Нагоя Грампус
На 20 юли 2021 г. Нагоя Грампус обяви подписването на Шверчок от Пяст Гливице. През декември 2021 г. Шверчок беше отстранен от футболни дейности, след като даде положителна проба за забранено вещество в допинг тест, проведен след мач срещу Поханг Стийлърс, за Азиатска Шампионска Лига. На 28 октомври 2022 г. Нагоя Грампус публикува публично изявление, съобщавайки, че наказанието ще бъде 4-годишна забрана за играча за всички свързани с футбола дейности, считано от 9 декември 2021 г., когато срещу него е издадена временна забрана.

### Национален отбор
Първата си повиквателна за националния отбор получава през ноември 2017 г. Дебютира за Дружина полска на 10 ноември 2017 г., когато влиза за 23 минути в контрола срещу Уругвай.

## Личен живот
Съпругата му е хандбалистката Алина Войтас. Той е любител на риболова.

## Успехи

### „Лудогорец"
- Шампион на A ПФГ: 2017-2018
- Суперкупа на България: 2018